# Eufemia de Ross

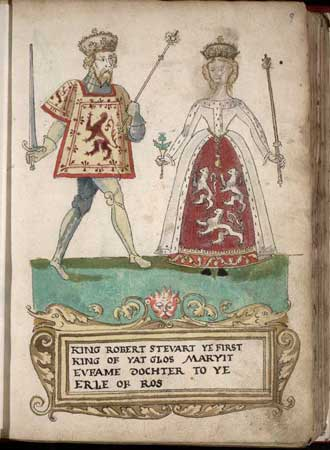
Eufemia y su esposo Roberto II de Escocia, representado en el Forman Armorial producido en 1562 para su descendiente, María de Escocia.

Eufemia de Ross (m. 1386) fue la segunda esposa y primera reina consorte de Roberto II de Escocia.
Era la hija de Aodh, conde de Ross y Matilda Bruce, hermana de Roberto I de Escocia[cita requerida]. Primero se casó con John Randolph, tercer conde de Moray pero el matrimonio no tuvo hijos. Su esposo murió en 1346 y ella permaneció viuda durante nueve años.
El 2 de mayo de 1355, Eufemia se casó con Roberto Estuardo, único hijo de Walter Estuardo, sexto gran senescal de Escocia y de Marjorie Bruce, hija de Roberto I de Escocia y de su primera mujer Isabella de la Mar. Roberto fue sin embargo un hijo de Marjorie, condesa de Carrick y su consorte Robert Bruce, conde de Carrick.
Una hija de la condesa y conde de Carrick se casó con su abuelo paterno Uilleam II, conde de Ross; haciendo de Uilleam II su yerno y por alguna definición Aodh, una especie de nieto. Aunque no estaban realmente relacionados por la sangre, su matrimonio podría aun así ser considerado incestuoso y se requirió una dispensa papal por parte de Inocencio VI para que la Iglesia católica lo reconociera.
Eufemia y Roberto fueron padres de cinco hijos:
- David Stewart, primer conde de Caithness (m. antes de 1389)
- Walter Stewart, primer conde de Atholl (m. 1437)
- Margaret Stewart
- Elizabeth Stewart, casada en 1380 con David Lindsay, primer conde de Crawford
- Egidia Stewart, casada en 1387 con Sir William Douglas de Nithsdale

Roberto II sucedió a su tío materno sin hijos, David II de Escocia en 1371. Eufemia se convirtió en su reina consorte y desempeñó este cargo durante alrededor de 15 años. 